# Індукційні методи електророзвідки
Індукці́йні ме́тоди електроро́звідки (рос. индуктивные методы электроразведки, англ. inductive methods of electrical, prospecting; нім. Induktionsverfahren n der Geoelektrik, elektrischer Prospektierung f, Elektromagnetometrie f) — група методів електророзвідки, в яких змінне електромагнітне поле збуджується за допомогою незаземлених контурів (або заземлених ліній), через які пропускається змінний струм.
Первинне змінне електромагнітне поле індукує в електропровідних гірських породах і рудах вторинні струми, магнітне поле яких в сукупності з первинним полем джерела вимірюється на поверхні або в бурових свердловинах.
Струми, індуковані в рудних покладах, які мають високу електропровідність (руди кольорових металів тощо), виявляються інтенсивнішими, ніж бокові породи, і тому над рудними покладами звичайно спостерігаються аномальні вторинні поля, які є пошуковими ознаками. Якщо руди високомагнітні (наприклад, магнетити), то первинне поле намагнічує їх, і вторинне поле намагнічених геол. об'єктів також створює аномалії. І.м.е. застосовують для пошуків родов. руд, що мають знижений питомий електроопір, та магнітних руд.